# Спринг Лејк (Флорида)
Спринг Лејк (енгл. Spring Lake) насељено је место без административног статуса у америчкој савезној држави Флорида.

## Демографија
По попису из 2010. године број становника је 458, што је 131 (40,1%) становника више него 2000. године.
| Група             | 2000.       | 2010.       |
| Белци             | 303 (92,7%) | 418 (91,3%) |
| Афроамериканци    | 0 (0,0%)    | 1 (0,2%)    |
| Азијати           | 3 (0,9%)    | 6 (1,3%)    |
| Хиспаноамериканци | 18 (5,5%)   | 29 (6,3%)   |
| Укупно            | 327         | 458         |